# Vieille Mosquée d'Edirne
La Vieille Mosquée (en turc : Eski Cami) est une mosquée ottomane construite entre 1402 et 1414, située à Edirne, en Turquie.
La construction de la mosquée fut ordonnée par Süleyman, frère du Sultan Mehmed Ier, puis complétée par celui-ci. Elle se situe au cœur du centre historique de la cité, près du bazar et des autres grands édifices religieux, comme la Mosquée Üç Şerefeli. 
Elle est couverte de neuf dômes supportés par quatre colonnes, et possède de nombreux ouvrages calligraphiques. Son second minaret fut ajouté par le sultan Mourad II.
Au moment de sa construction, Edirne était la capitale de la Roumélie, la partie européenne de l'Empire ottoman. Le bâtiment est l'un des plus anciens exemples survivants de l'architecture ottomane primitive dans les Balkans. Appelée originellement la « Grande Mosquée » ou « Mosquée du Vendredi » (Ulu Cami), elle reçut son nom actuel après l'achèvement de la mosquée voisine Üç Şerefeli.

## Histoire du bâtiment et architecture

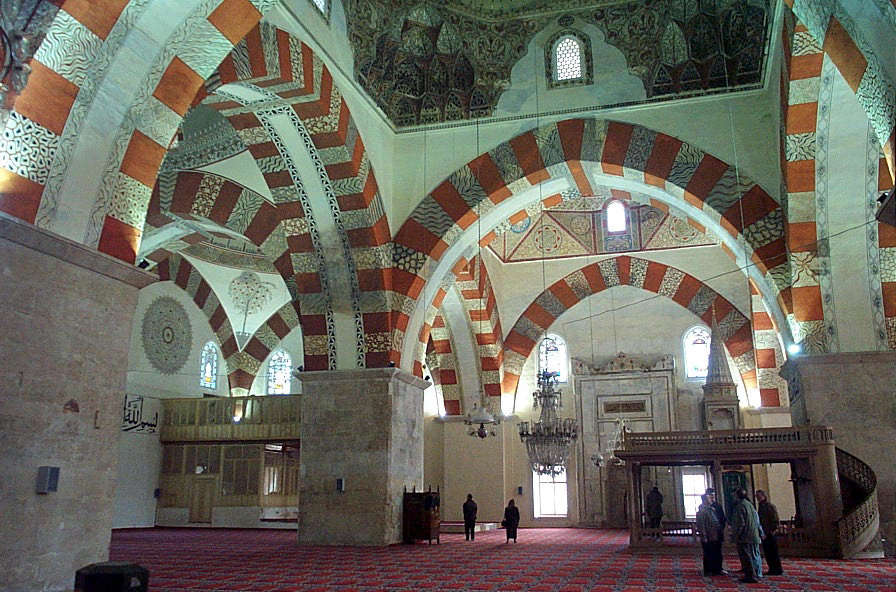
Intérieur de la mosquée.

La construction de la mosquée a été commencée sur ordre de Soliman Pacha, fils aîné d'Orhan, probablement en 1402 ou, selon une autre opinion, entre 1406 et 1409, et a été achevée après la mort de Soliman par son frère, le sultan Mehmed Ier, en 1416, comme le dit une inscription calligraphique du bâtiment. La mosquée est située dans le centre historique de la ville, à proximité du bazar et des mosquées Muradiye, Üç-Şerefeli et Selimiye.
La salle de prière carrée, d'une longueur de côté de 49,5 m, est couverte de neuf grandes coupoles d'une portée de plus de 13 m, qui reposent sur quatre piliers sur des arcs brisés et sont disposées en trois rangées de trois coupoles. La partie centrale de la rangée de dômes la plus au nord sert de cour d'entrée. La coupole à l'intersection des axes longitudinal et transversal entre l'entrée principale et la niche du mihrab est couronnée par une lanterne au-dessus de l'oculus de la coupole. Les coupoles sur l'axe longitudinal reposent sur des tambours octogonaux. Ici, la transition vers le dôme se fait par l'intermédiaire de trompes, de stalactites, de muqarnas et d'une série d'éléments triangulaires. Les dômes latéraux sont conçus comme de simples dômes pendentifs.

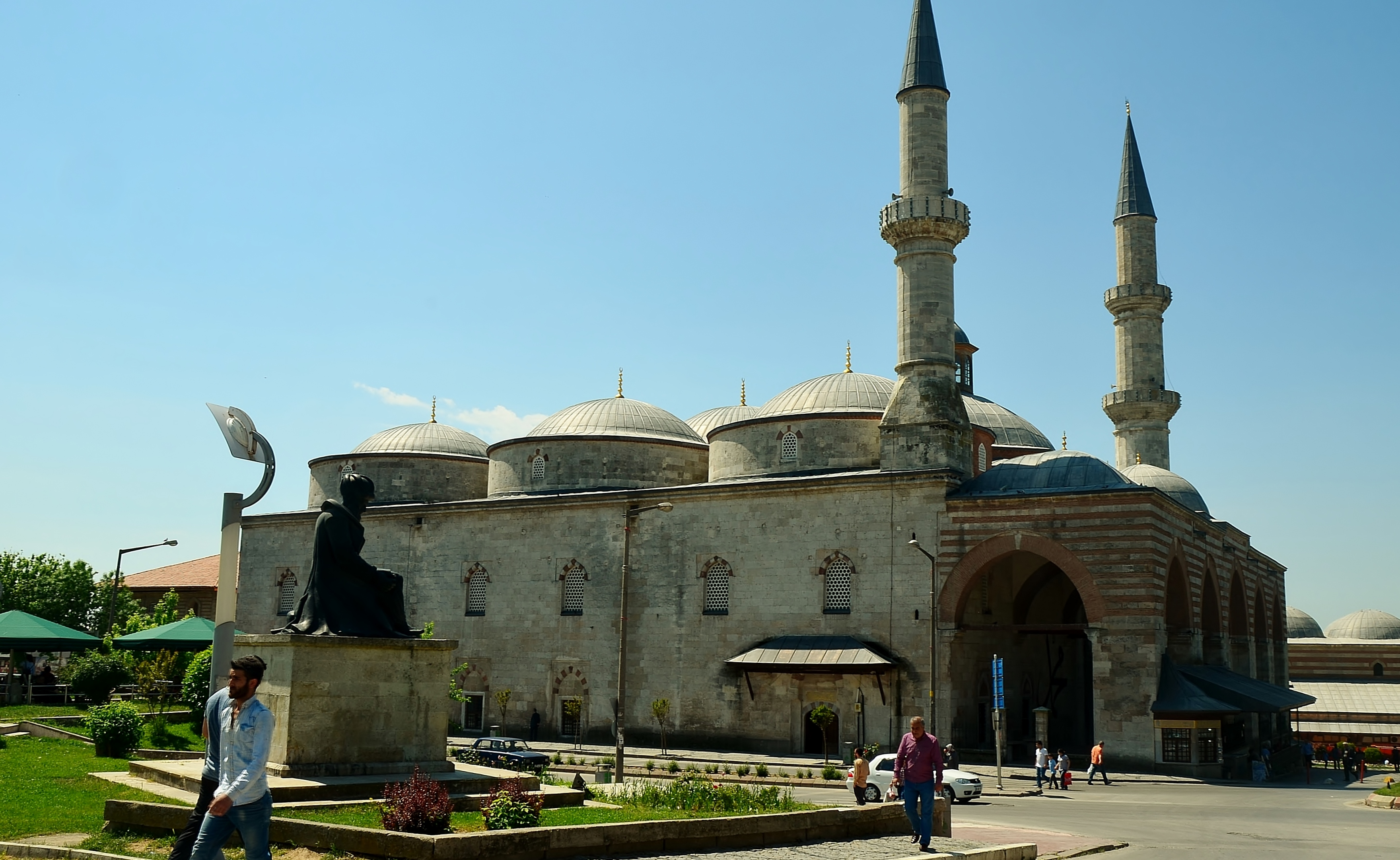
La Vieille Mosquée d'Edirne. Le vestibule ajouté ultérieurement est clairement visible.

Le plan de construction original n’incluait pas le vestibule, ni les minarets actuels. Un grand minaret indépendant a été ajouté plus tard sous Murad II, et un autre à l'angle nord beaucoup plus tard. Le porche nord avec ses cinq niches à arcades a probablement été ajouté sous Mehmed II. Sa niche centrale est également mise en valeur par une coupole et une corniche en saillie depuis les niches latérales, elles-mêmes surmontées de voûtes d'arêtes. Une arcade en marbre, avec une inscription de construction de 1753, met en valeur l'arcade centrale. L'intérieur est décoré d'inscriptions calligraphiques de la seconde moitié du XIXe siècle. Le mihrab et le minbar ont été conservés dans leur état d'origine malgré les dommages causés par le feu. On retrouve également des calligraphies sur la façade nord. Une madrasa, rattachée à l'origine au complexe immobilier, n'a pas été préservée.
Après avoir été endommagée par un incendie et un tremblement de terre, la vieille mosquée a été restaurée en 1753 par le sultan Mahmud II, de 1924 à 1934 et plus récemment en 1965 après le tremblement de terre de 1953.

## Signification

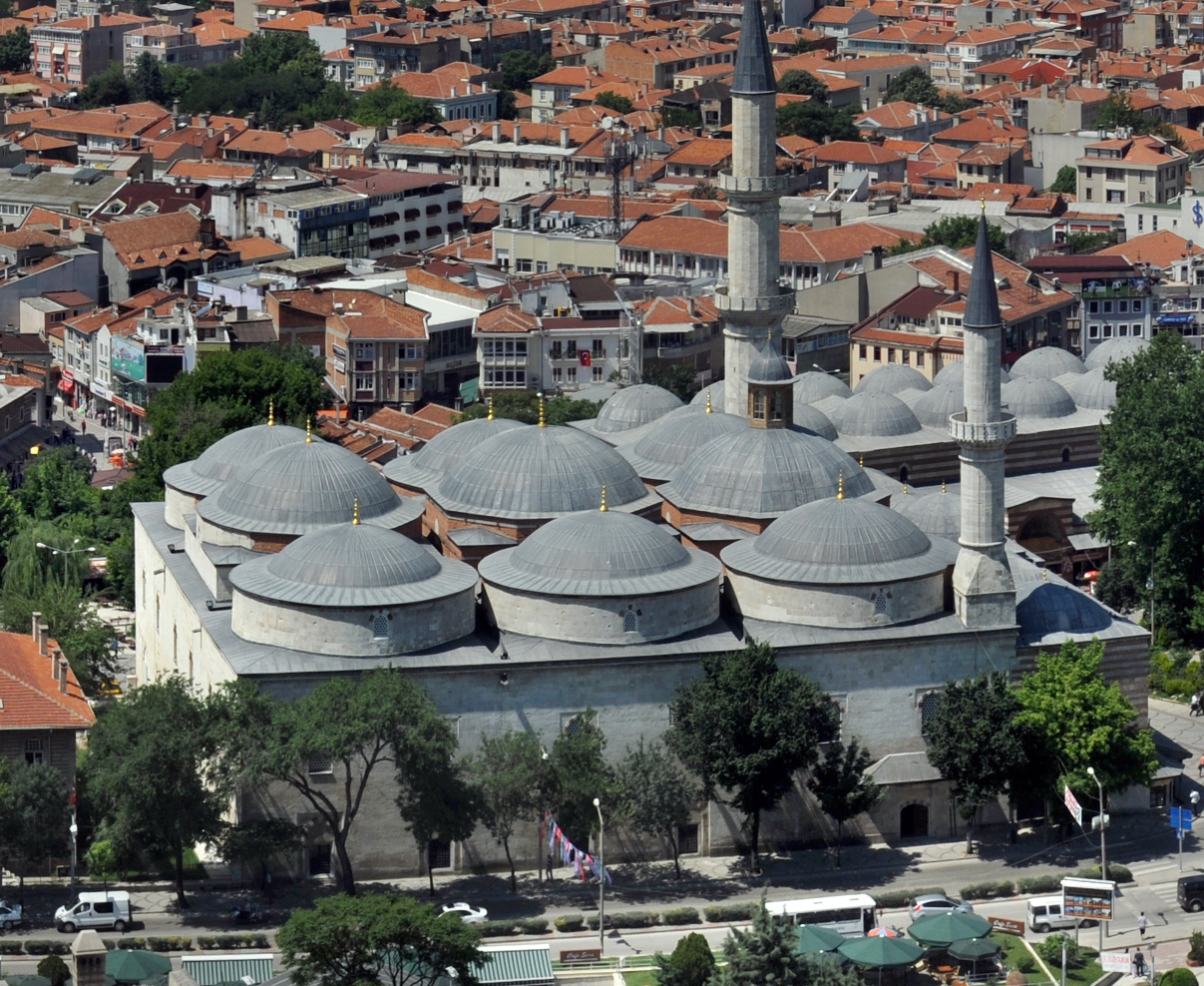
La Vieille Mosquée, vue d'un minaret de la mosquée Selimiye. Le bâtiment à coupoles, en arrière-plan à droite, est le bedesten.

Après le traité de Gallipoli (1403) entre Byzance, les républiques de Gênes et de Venise et les chevaliers de Malte, Soliman Pacha commença la construction d'une mosquée représentative du sultan. Son style architectural correspond au style dit de Bursa, du nom de la Mosquée verte de Bursa, qui intègre des éléments de l'architecture plus ancienne des Seldjoukides de Roumélie. Une inscription de bâtiment plus récente nomme l'architecte Hacı Alaeddin de Konya, l'ancienne capitale de l'Empire seldjoukide.
À côté de la mosquée, Mehmed II fit construire une grande halle de marché (bedesten) couverte de nombreuses coupoles, également la première connue de ce genre dans les Balkans. Avec les autres mosquées voisines, les bâtiments formaient le nouveau centre-ville ottoman d'Edirne, en dehors de la zone urbaine de l'ancien Andrinople. Le bedesten d'Edirne devint le nouveau centre commercial de la région, et les revenus du commerce affluèrent vers une fondation pieuse (vakıf) pour assurer l'entretien de la mosquée. Le marché couvert et la Vieille Mosquée représentent la revendication de pouvoir des sultans ottomans de l'époque et leur intention d'incorporer de manière permanente les provinces nouvellement conquises à leur empire.